# 주일본 몽골 대사관
주일본 몽골 대사관(몽골어: Монгол улсаас Япон улсад суугаа Элчин сайдын яам)은 몽골 정부가 일본의 수도인 도쿄도에 설치한 대사관이다. 약칭은 주일 몽골 대사관(Embassy of Mongolia in Japan)이다.

## 연혁
일본과 몽골이 1972년에 외교 관계가 수립되었고, 같은 해에는 주일본 몽골 인민공화국 대사관(몽골어: БНМАУ-аас Япон улсад суугаа Элчин сайдын яам)이 정식으로 개설되었으며, 1992년 2월부터 몽골 헌법이 정식으로 시행함에 따라, 국호가 몽골 인민공화국에서 '몽골'로 바뀌었다.

## 소재지
| 일본어 | 〒150-0047 東京都渋谷区神山町21-4                                                                    |
| 몽골어 | 150-0047 Токио, Шибүяа-кү, Камияма-чо 21-4                                                           |
| 영어   | 21-4 Kamiyama-cho, Shibuya-ku, Tokyo 150-0047                                                        |
| 위치   | 게이오 이노카시라선 고마바토다이마에역 동쪽 출구 2번 또는 도쿄 메트로 지요다선 요요기코엔역 1번 출구 |

## 대사
2023년 12월 7일부터 새로이 부임한 반즈락치 바야르사이칸이 특명전권대사를 임명하여, 일본 전 지역(오사카 총영사관 관할 구역 제외)을 관장할 수 있게 된다.

## 갤러리

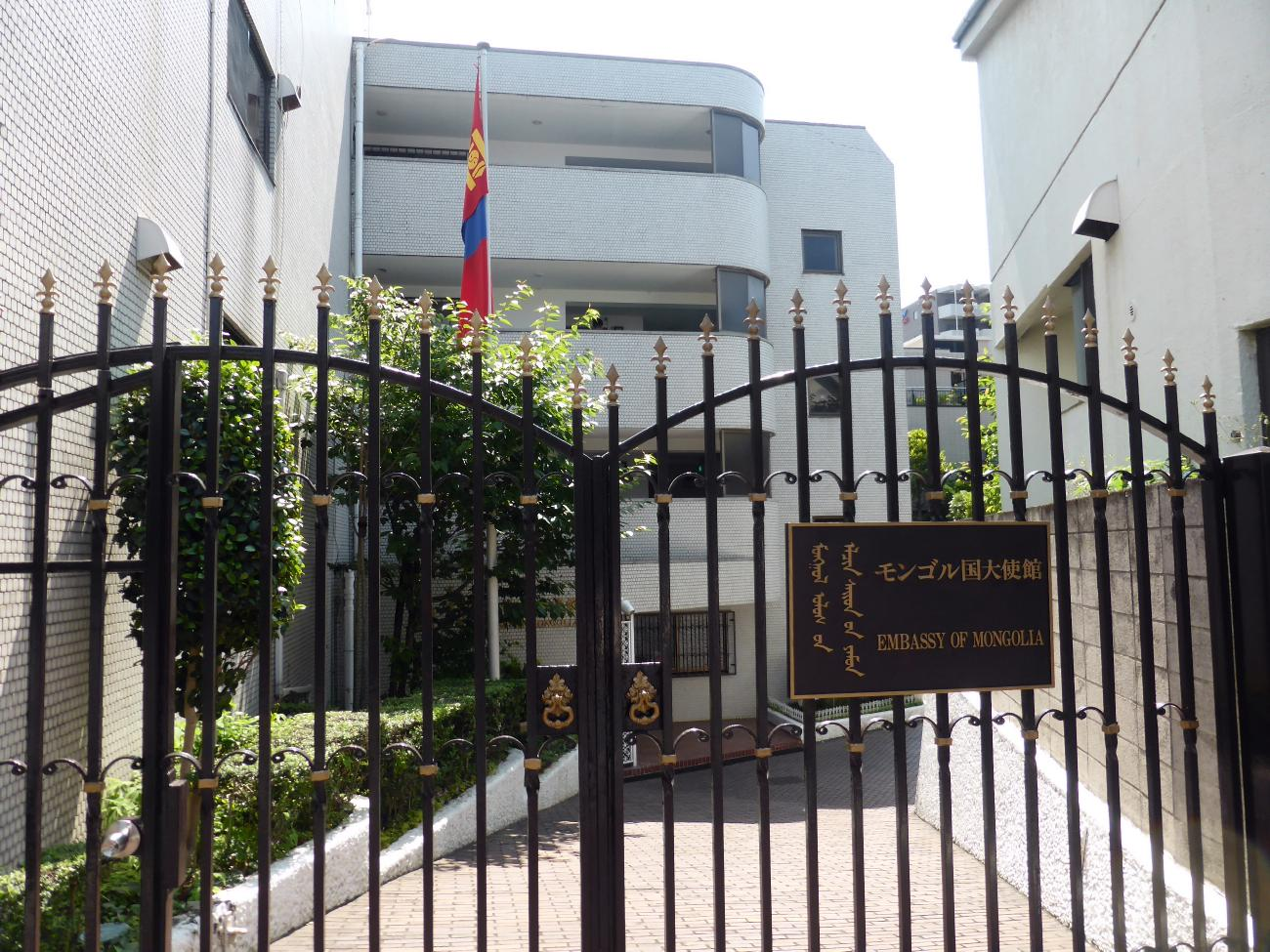
몽골 대사관 정문
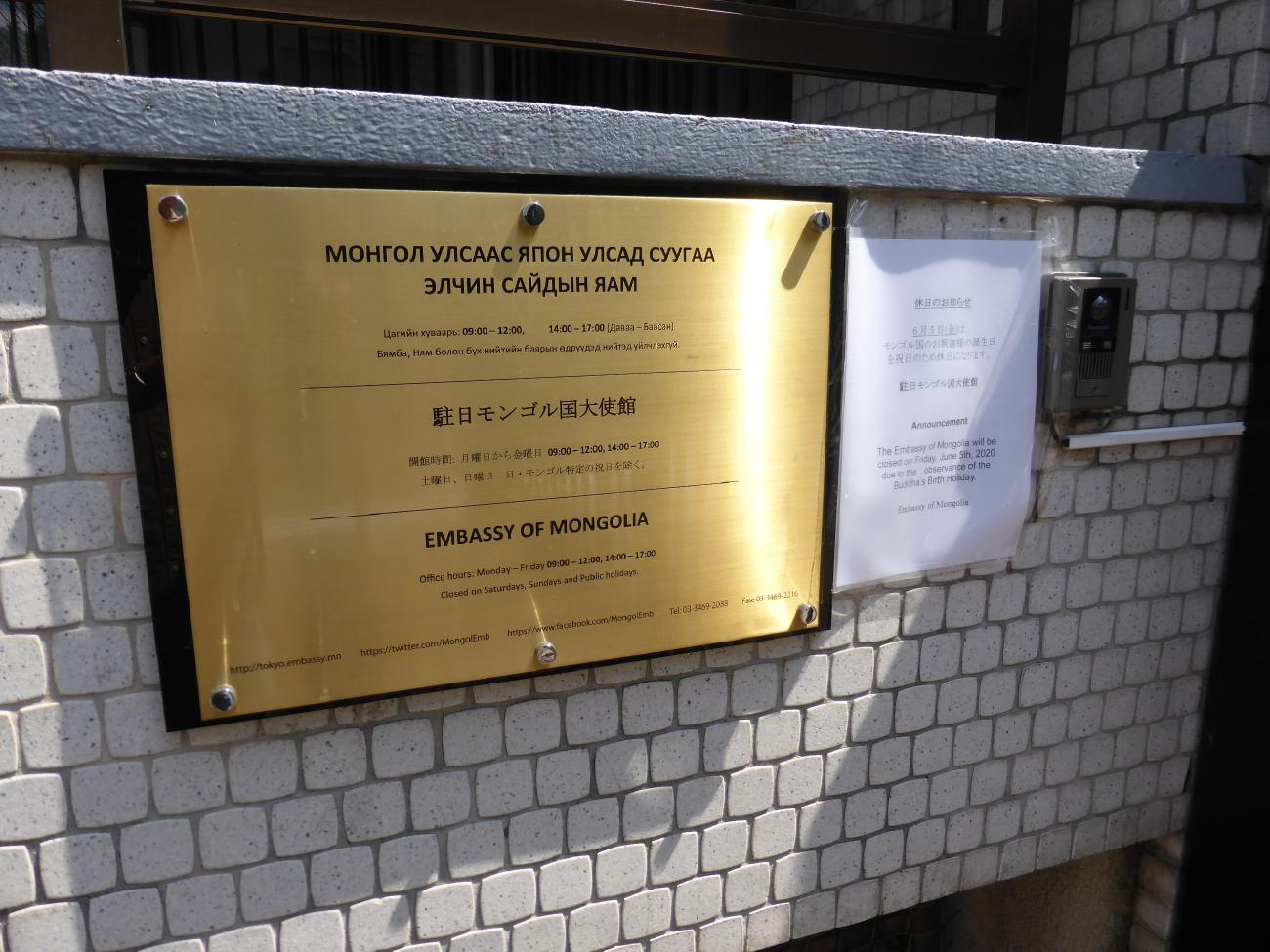
몽골 대사관 패찰
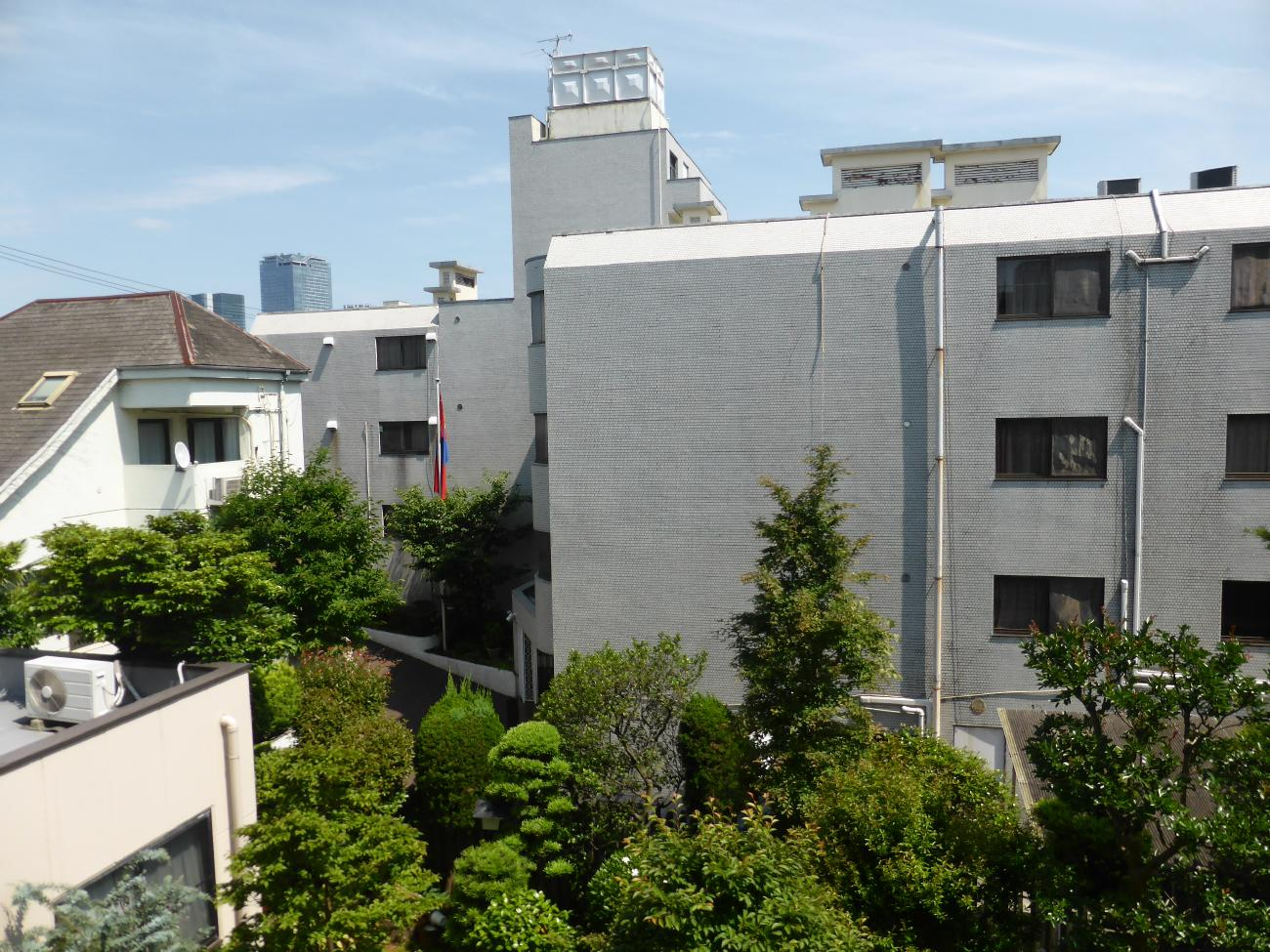
몽골 국기
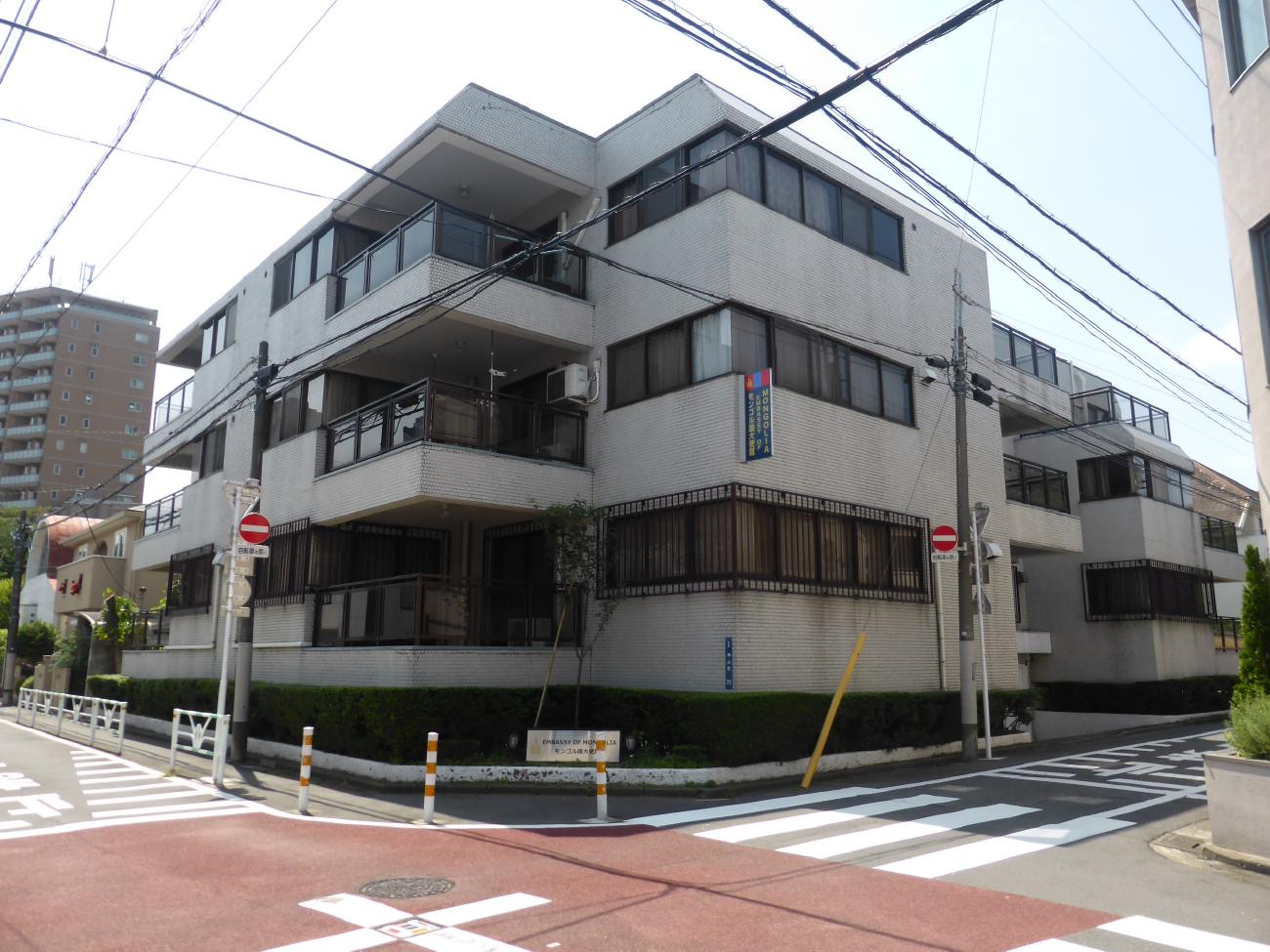
몽골 대사관 관저

## 같이 보기
- 주몽골 일본 대사관
- 주오사카 몽골 총영사관
- 몽골-일본 관계(영어판, 러시아어판)